# Гильом II (граф Прованса)
Гильом II (III) Благочестивый (фр. Guillaume II le Pieux; ок. 986/987 — 1018, ранее 30 мая) — граф Прованса с 992 года, сын графа Гильома I Освободителя.

## Биография
Точно неизвестно, от какого брака родился Гильом II. Традиционно его матерью считается Аделаида (Бланка) Анжуйская, вторая жена Гильома I, и предполагается, что Гильом II родился около 986/987 года. Кроме того, двое сыновей Гильома II носили имена Фульк и Жоффруа, характерные для династии Ингельгерингов, из которой происходила Аделаида Анжуйская. Однако он был признан совершеннолетним в 999 году, что дало основание некоторым исследователям отодвинуть дату рождения Гильома II к 981 году и, следовательно, тогда его матерью должна была быть Арсинда (последний раз она упомянута 17 апреля 979 года), первая жена Гильома I, поскольку на Аделаиде Анжуйской Гильом I женился между 984 (датой развода Аделаиды с королём Франции Людовиком V Ленивым) и 986 годами.
Впервые Гильом II упоминается в 990 году в акте, подписанном его отцом - графом и маркизом Прованса Гильомом I, женой Гильома I Аделаидой Анжуйской и братом Гильома I - сографом Прованса Ротбальдом II.
В момент смерти отца в 993 году Гильом II был ещё ребенком. Воспользовавшись малолетством племянника, титул маркиза Прованса присвоил себе Ротбальд II, который фактически единолично управлял Провансом.
В 999 году Гильом II был объявлен совершеннолетним. В 1002 году он женился на Герберге, дочери Отто Гильома, графа Бургундии, Макона и Безансона. Примерно в это же время сестра Гильома, Констанция Арльская, была выдана замуж за короля Франции Роберта II Благочестивого.
В 1005 году Гильом принимал участие в ассамблее, которую возглавляла вдовствующая графиня Прованса Аделаида Анжуйская, и на которой было урегулировано управление аббатством Сен-Виктор в Марселе.
После смерти в 1008 году дяди Гильома II, маркиза Ротбальда II, Гильом II был ещё слишком молод, чтобы держать в узде провансальских сеньоров, которые начали бесчинствовать в Провансе и его окрестностях. В 1009 году вдовствующей графине Аделаиде удалось ненадолго заключить с ними мир, но вскоре разбойные нападения возобновились. После того, как в 1014 году было разграблено аббатство Сен-Жиль, папа Бенедикт VIII обратился к Аделаиде и Гильому II с просьбой обуздать непокорных вассалов.
Одним из таких вассалов был Понс, виконт Фо, который укрепился в крепости Фо-сюр-Мер. В 1018 году Понс восстал против Гильома. В ответ Гильом вместе с виконтом Марселя Фульком и рядом других верных ему провансальских феодалов выступил против мятежника, но во время развернувшихся военных действий был убит. Это произошло ранее 30 мая 1018 года, возможно 4 марта.
Тело Гильома первоначально было похоронено в фундаменте строящейся церкви в аббатстве Монмажур около Арля, которое в начале XI века стало родовой усыпальницей графов Прованса. В XII веке его останки из крипты XI века были перенесены в сам монастырь.

## Брак и дети
Жена: с ок. 1002 Герберга Бургундская (ок. 985 — 1020/1023), дочь графа Бургундии Отто Гильома и Ирменгарды де Руси. Дети:
- Гильом IV (1003/1010 — 1019/1030), граф Прованса с 1018
- Фульк Бертран (ум. 1050/1054), граф Прованса с 1018
- Жоффруа I (ум. февраль 1061/1062), граф Прованса с 1018